# Pustodol Začretski
 Pustodol Začretski falu Horvátországban Krapina-Zagorje megyében. Közigazgatásilag Sveti Križ Začretjéhez tartozik.

## Fekvése
Zágrábtól 31 km-re északra, községközpontjától 2 km-re délnyugatra a Horvát Zagorje területén az A2-es autópálya közelében fekszik..

## Története
A településnek 1857-ben 167, 1910-ben 299 lakosa volt. Trianonig Varasd vármegye Krapinai járásához tartozott. A településnek 2001-ben 280 lakosa volt.

## Külső hivatkozások
Sveti Križ Začretje község hivatalos oldala